# Машковцев, Николай Георгиевич
Никола́й Гео́ргиевич (Его́рович) Машко́вцев (13 ноября 1887, Слободской, Вятская губерния — 11 апреля 1962, Москва) — советский искусствовед, музейный работник и педагог, автор многих книг по истории русского и советского искусства, кандидат искусствоведения (1949), член-корреспондент Академии художеств СССР (1949), профессор (1950), заслуженный деятель искусств РСФСР (1952).

## Биография
Николай Машковцев родился 13 ноября 1887 года в Слободском Вятской губернии (ныне в Кировской области), из дворян.
Окончил Вятское реальное училище. Был членом Вятского художественного кружка, образованного в 1909 году. Усилиями этого кружка в 1910 году был открыт Вятский художественный музей имени В. М. и А. М. Васнецовых.
Учился в Московском городском народном университете имени А. Л. Шанявского (МГНУ), в 1913 году окончил историко-филологическое отделение этого университета. Будучи студентом, участвовал в работе групп, изучавших антропософию и работы Рудольфа Штейнера. В 1913 году посещал лекции в Гельсингфорсе. После этого занимался в студии Константина Юона и Ивана Дудина в Москве.
Работал в Государственной Третьяковской галерее — в 1917—1927 годах помощником хранителя, а в 1927—1930 годах заместителем директора ГТГ по научной работе. Параллельно с этим с 1918 года работал в Наркомпросе РСФСР, был сотрудником музейного отдела Главнауки и руководителем подотдела провинциальных музеев. Принимал активное участие в формировании коллекции Вятского художественного музея имени В. М. и А. М. Васнецовых.
Кроме этого, Николай Машковцев занимался преподавательской деятельностью. С 1919 года он преподавал в Первых государственных свободных художественных мастерских, а затем — во Втором Московском государственном университете и Московском художественном институте. С 1942 года он был преподавателем Московского городского педагогического института имени В. П. Потёмкина.
С 1948 года Николай Машковцев работал заведующим сектором русского искусства НИИ теории и истории изобразительных искусств при Академии художеств СССР. В 1949 году ему была присвоена учёная степень кандидата искусствоведения. С 1949 года (по другим данным, с 1947 года) он был членом-корреспондентом Академии художеств СССР, с 1950 года — профессор. В 1952 году ему было присвоено звание заслуженного деятеля искусств РСФСР.
Скончался в 1962 году. Похоронен на Ваганьковском кладбище.

## Сочинения Н. Г. Машковцева
- И. Е. Репин. Краткий очерк жизни и творчества (1844—1930), Москва—Ленинград, 1943
- Владимир Лукич Боровиковский, Москва—Ленинград, Искусство, 1950
- К. П. Брюллов в письмах, документах и воспоминаниях современников, Москва, Издательство АХ СССР, 1952 (1-е издание), 1961 (2-е издание), составитель
- Гоголь в кругу художников, Москва, Искусство, 1955
- История русского искусства (в 2-х томах), Москва, Искусство, 1957, редактор
- Репин, Москва, Изогиз, 1957, составитель
- Иван Николаевич Крамской, Москва, Изобразительное искусство, 1973
- А. Рябушкин, Москва, Изогиз, 1960 (1-е издание); Изобразительное искусство, 1976 (2-е издание)
- Из истории русской художественной культуры. Исследования, очерки, статьи. Москва, Советский художник, 1982
- В. И. Суриков, Москва, Искусство, 1994, ISBN 5-210-02263-3